# 肝醣儲積病
肝醣儲積病又称糖原贮积病，屬於一種合成、分解肝醣有缺陷的代謝疾病。另外，肝醣只分布於肝臟、肌肉。造成肝醣儲積病的病症有兩種，即先天與後天。先天型肝醣儲積病是因為出生前代謝系統出現問題（例如有缺陷的酵素）；在家畜之中，後天型肝醣儲積病是因為有毒的生物鹼栗精胺所造成的。
整體而言，在不列顛哥倫比亞的調查顯示，肝醣儲積病發生率約為每10萬名嬰兒中會有2.3位，即每43000個嬰兒中有1位；在美國的調查顯示約20000至25000名嬰兒中會有一人患有肝醣儲積病；而在荷蘭的發生率約為40000為嬰兒中有1位。

## 類型

肝醣儲積病的顯微組織學圖片，組織為肝臟活體切片，這個肝醣儲積病的類型是克里氏症，又稱為第三型肝醣儲積病，使用H&E染色法。

目前肝醣儲積病可分為11大類(有一部份是過去被認為不同但現在已經重新分類)，肝醣合成缺乏症雖然不會造成額外的肝醣堆積，卻經常被稱為第零型肝醣儲積病，因為算是肝醣儲存缺陷的問題。
- 第八型肝醣儲積病：過去被認為是一項獨立的肝醣代謝的疾病[6]，現在歸類到第六型肝醣儲積病[7]，屬於X染色體的隱性遺傳[8]。

- 第十型肝醣儲積病：過去也被認為是一項獨立的肝醣代謝的疾病[9][10]，但現在也被歸類到第六型肝醣儲積病[7]。

| 類型               | 缺乏酵素            | 通稱疾病名         | 發生率                     | 低血糖 | 肝臟腫大 | 高脂血症 | 肌肉疾病                     | 發展/預後                             | 其他症狀                         |
| 第一型肝醣儲積病   | 6-磷酸葡萄糖        | 馮吉爾克病         | 50000至100000新生兒中有1人 | 是     | 是       | 是       | 無                           | 生長障礙                              | 乳酸性酸中毒, 高尿酸血症         |
| 第二型肝醣儲積病   | 酸性麥芽糖酶        | 龐貝氏病           | 60000至140000新生兒中有1人 | 否     | 是       | 否       | 肌肉衰弱                     | 在2歲之前死亡                         | 心臟衰竭                         |
| 第三型肝醣儲積病   | 肝醣去分支酶        | 克里氏病或弗布斯病 | 100000新生兒中有1人        | 是     | 是       | 是       | 肌肉病變                     |                                       |                                  |
| 第四型肝醣儲積病   | 肝醣分支酶          | 安德森病           |                            | 否     | 是       | 否       | 無                           | 伴隨肝硬化，生長遲緩，通常在5歲前死亡 |                                  |
| 第五型肝醣儲積病   | 肌肉肝糖磷酸酶      | 麥卡德爾病         | 100000人中有1人            | 否     | 否       | 否       | 運動會誘發痙攣、橫紋肌溶解症 |                                       | 腎衰竭                           |
| 第六型肝醣儲積病   | 肝臟肝糖磷酸酶      | 赫爾斯病           | 65000至85000新生兒中有1人  | 是     | 是       | 否       | 無                           |                                       |                                  |
| 第七型肝醣儲積病   | 肌肉磷酸果糖激酶    | Tarui氏病          |                            | 否     | 否       | 否       | 運動會造成肌痙攣及衰弱       | 生長遲緩                              | 溶血性貧血                       |
| 第九型肝醣儲積病   | 磷酸激酶、PHKA2     | -                  |                            | 否     | 否       | 是       | 無                           | 運動方面延遲發育、生長遲緩            |                                  |
| 第十一型肝醣儲積病 | 葡萄糖轉運酶、GLUT2 | Fanconi-Bickel氏症 |                            | 是     | 是       | 否       | 無                           |                                       |                                  |
| 第十二型肝醣儲積病 | 醛縮A酵素           | 紅細胞醛縮缺乏     |                            | 未知   | 未知     | 未知     | 運動會造成肌痙攣及衰弱       |                                       |                                  |
| 第十三型肝醣儲積病 | β-烯醇酶            | -                  |                            | 未知   | 未知     | 未知     | 運動會造成肌痙攣及衰弱       | 數十年間會有逐漸增強的肌痛            | 偶發性肌酸激酶上升，休息之後恢復 |
| 第零型肝醣儲積病   | 肝醣合成酶          | -                  |                            | 是     | 否       | 否       | 偶發性肌肉痙攣               |                                       |                                  |

## 挪威森林貓遺傳病
肝醣儲積病第四型嚴重受影響的幼貓，將會是死胎或在出生後不久死亡，這是由于在分娩過程中和出生的第一個小時血糖低（不能產生足夠的葡萄糖）。在罕有的情況下，受感染的幼貓可以正常地發育直至4至5個月。受感染的幼貓會有間歇性的發燒（上升和下降）、發抖和動作不能協調，之後幼貓會停止發育，這種疾病導致肌肉神經逐漸退化，肌肉嚴重地無力、萎縮，四肢無力（特別是後腿）、食欲不振、自行清潔、心臟衰退、昏迷，最後在15個月前死亡。但幼貓通常都在這12個月前進行安樂死，避免受苦。